# Debatten om USA:s skuldtak (2011)
Debatten om USA:s skuldtak (engelska: United States debt ceiling crisis) är en debatt i USA, särskilt i Kongressen, om förslaget att höja gränsen för landets högsta tillåtna statsskuld, för att undvika en situation med betalningsinställelser av räntor, pensioner med mera. Debatt om landets skuldtak har förekommit många gånger i landet historia, men denna artikel behandlar debatten inför höjningen som president Barack Obama, i sista stund, skrev under den 2 augusti 2011. 

## Bakgrund

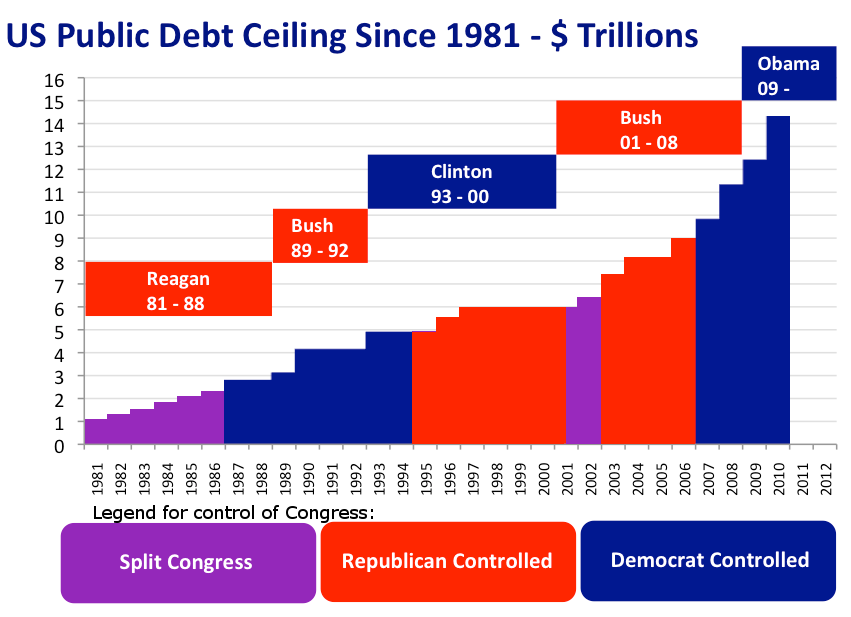
USA:s skuldtak i slutet av varje år från 1981 to 2010.

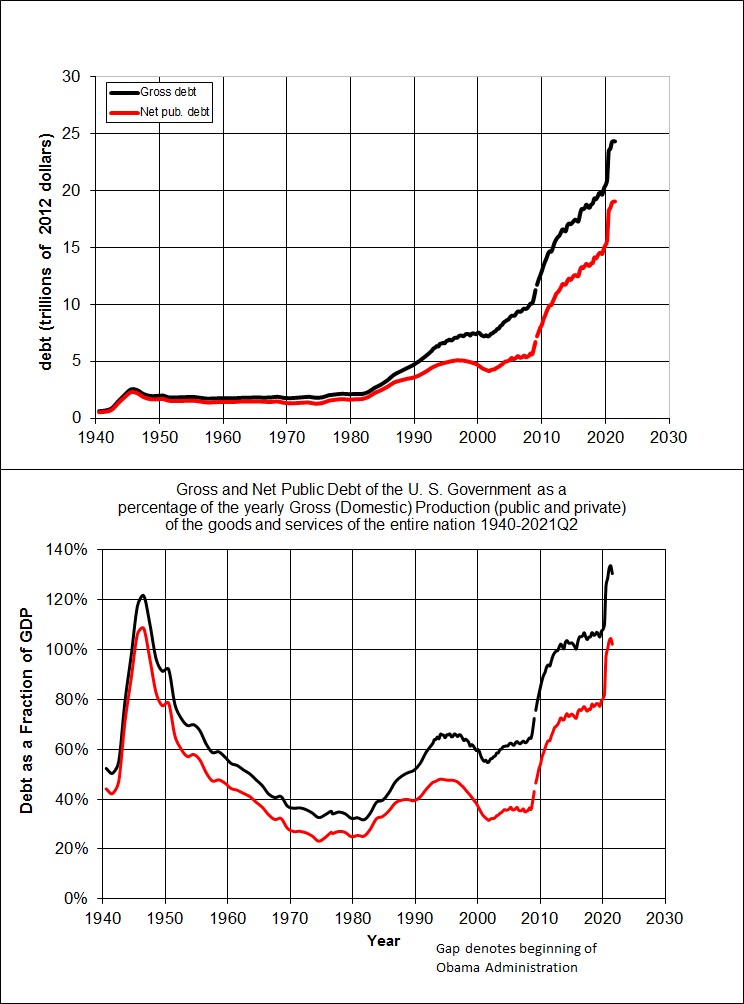
Den amerikanska skulden fram till år 2010. Den röda linjen visar skuld som hålls av allmänheten. Svart linje visar total offentlig skuld (gross public debt). Skillnaden är att den totala skulden inkluderar skuld som hålls av den federala regeringen själv. Den andra panelen visar de två skuldsiffrorna som procent av USA:s BNP för det året. Siffrorna i den övre figuren anges i 2010 års dollar.

### Vad innebär skuldtaket?
Om USA:s finansdepartement inte får in tillräckligt stora intäkter från den federala regeringen kan den bli auktoriserad av Kongressen att ge ut skuld (låna pengar) för att täcka upp för budgetunderskottet. 
Processen att sätta skuldtaket är separat från den reguljära processen att finansiera regeringens operationer. 
USA har haft en statsskuld under hela sin historia. I samband med inbördeskriget började skulderna att rapporteras årligen. Den första januari 1791 var statsskulden 75 463 476,52 dollar. Sedan Harry Truman har varje president ökat den nationella skulden i absoluta dollar. Taket har höjts 74 gånger sedan mars 1962 inklusive höjningen i augusti 2011. Bland annat höjdes det 18 gånger under Ronald Reagan, åtta gånger under Bill Clinton, sju gånger under George W. Bush och det har höjts tre gånger (till och med augusti 2011) under Barack Obama.
I maj 2011 täcktes enligt finansminister Timothy Geithner omkring 40 procent av USA:s federala regerings utgifter av lånade pengar. En höjning av skuldtaket ger regeringen möjlighet att fortsätta att låna pengar för att upprätthålla dagens nivå på utgifterna. Om skuldtaket inte höjs skulle regeringen behöva sänka sina utgifter omedelbart med 40 procent.

## Förslag för att undkomma skuldtaket

### Att prägla mynt
Ett av de mer kreativa förslagen för att undkomma skuldtaket är att låta myntverket skapa platinamynt med ett konstlat och extremt högt nominellt värde. Den metoden har legitimerats genom att det inte finns någon begränsning i USA gällande myntens nominering.

### Monetarisering av guld
Under Eisenhowers administration 1953 överskred USA skuldtaket, men det höjdes ändå inte förrän våren 1954. För att täcka upp för mellanskillnaden ökade administrationen sitt innehav av guldcertifikat vid Federal Reserve, vilket var möjligt eftersom guldpriset hade ökat. Enligt finansiella experter har finansdepartementet fortfarande laglig rätt att monetarisera 8000 ton guld, vilka är värderade till 42 dollar per ounce, men som har ett marknadsvärde på över 1600 dollar per ounce.

## Historik
- 16 december 2009. Skuldtaket är överskridet. Finansdepartementet vidtar då extraordinära åtgärder ("extraordinary accounting tools").[7]
- 12 februari 2010. Den senaste ökningen av skuldtaket signeras till lag av President Obama efter att ha passerat den demokratiska kongressen (USA:s 111:e Kongress). Skuldtaket ökade med $1,9 biljoner dollar, från 12,394 biljoner till 14,294 biljoner.[8]
- 18 februari 2010. Obama ger en Exekutiv order för att inrätta "National Commission on Fiscal Responsibility and Reform", även kallat Bowles-Simpson Commission. Kommissionens syfte var att föreslå rekommendationer för att balansera budgeten till år 2015, exklusive räntebetalningar på statsskulden. Kommissionen fick i uppdrag att ge ut en rapport den första december 2010.[9]
- 31 juli 2011. President Barack Obama tillkännager att ledare för båda partierna har nått en överenskommelse om att lyfta skuldtaket och att reducera det federala underskottet.[10] Talmannen i Representanthuset John Boehner tillkännager detaljer om överenskommelsen i en presentation för Representanthuset.[11]
- 2 augusti 2011. Senaten röstar för lagen (76 ja-röster och 24 nej-röster).[12] President Obama signerade lagen samma dag.[13]